# Chrysopa gibeauxi
Chrysopa gibeauxi is een insect uit de familie van de gaasvliegen (Chrysopidae), die tot de orde netvleugeligen (Neuroptera) behoort. 
Chrysopa gibeauxi is voor het eerst wetenschappelijk beschreven door Leraut in 1989.